# 108
.
108 је била преступна година.

## Догађаји
- Апије Аније Требоније Гал и Марко Атилије Брадуа су постали римски конзули.
- Тацит пише своје дело Историје, које покривај период од 69. године
- Свети Јакинт Цезарејски је мученички пострадао у тамници, исповедајући хришћанство
- Гради се Хипогеум Јархаи, подземна гробница из сиријског града Палмире посвећена породици Јархај.

## Смрти
- Јакинт Цезарејски